# Dekanat Łódź-Retkinia-Ruda
Dekanat Łódź-Retkinia-Ruda – dekanat należący do archidiecezji łódzkiej, obejmujący tereny zachodniej Łodzi. Dekanat powstał z połączenia dekanatu Łódź-Retkinia i 4 (spośród 6 istniejących) parafii zlikwidowanego dekanatu Łódź-Ruda.
Dekanat został utworzony przez biskupa łódzkiego Władysława Ziółka w grudniu 1990. Objął swym zasięgiem tereny należące niegdyś do parafii Najświętszego Serca Jezusowego, zanim z jej obszaru zostały wyodrębnione kolejne kościelne jednostki organizacyjne. Skład dekanatu został zreorganizowany 1 września 2015.
W skład dekanatu wchodzi obecnie 9 parafii:
- Parafia Chrystusa Króla
- Parafia Najświętszej Eucharystii
- Parafia Najświętszego Imienia Maryi
- Parafia Najświętszego Serca Jezusowego
- Parafia Świętego Franciszka z Asyżu
- Parafia Świętego Józefa Oblubieńca Najświętszej Maryi Panny
- Parafia Świętej Rodziny
- Parafia Wniebowstąpienia Pańskiego
- Parafia Zesłania Ducha Świętego

Dziekani dekanatu:
- ks. infułat Jan Sobczak (1990–2007)
- ks. kan. Edward Dudziński (p.o. 2007)
- ks. prałat Roman Łodwig (2007–2015)
- ks. prałat Edward Dudziński (od 2015)

Kościoły dekanatu

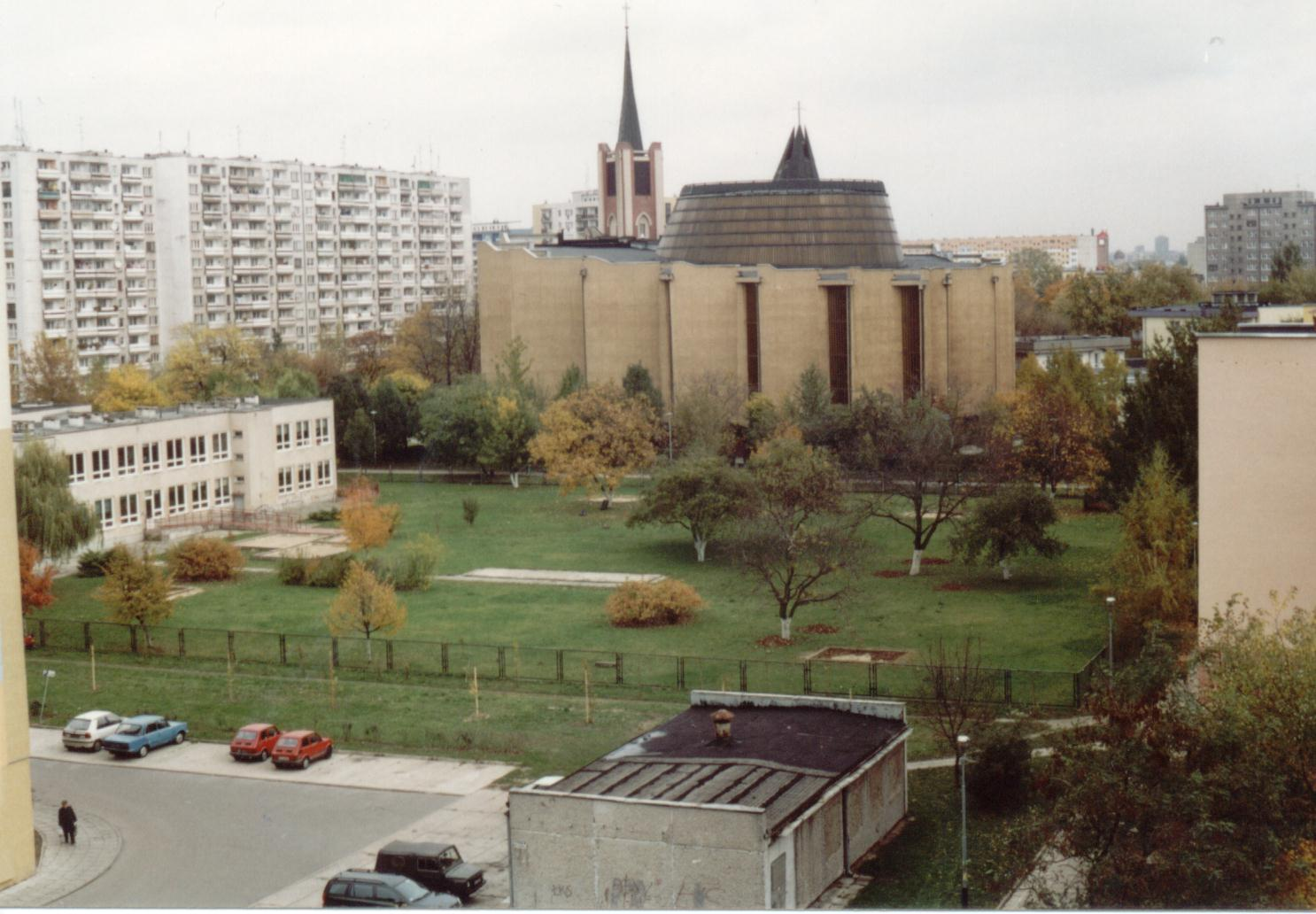
Kościół parafialny parafii Najświętszego Serca Jezusowego
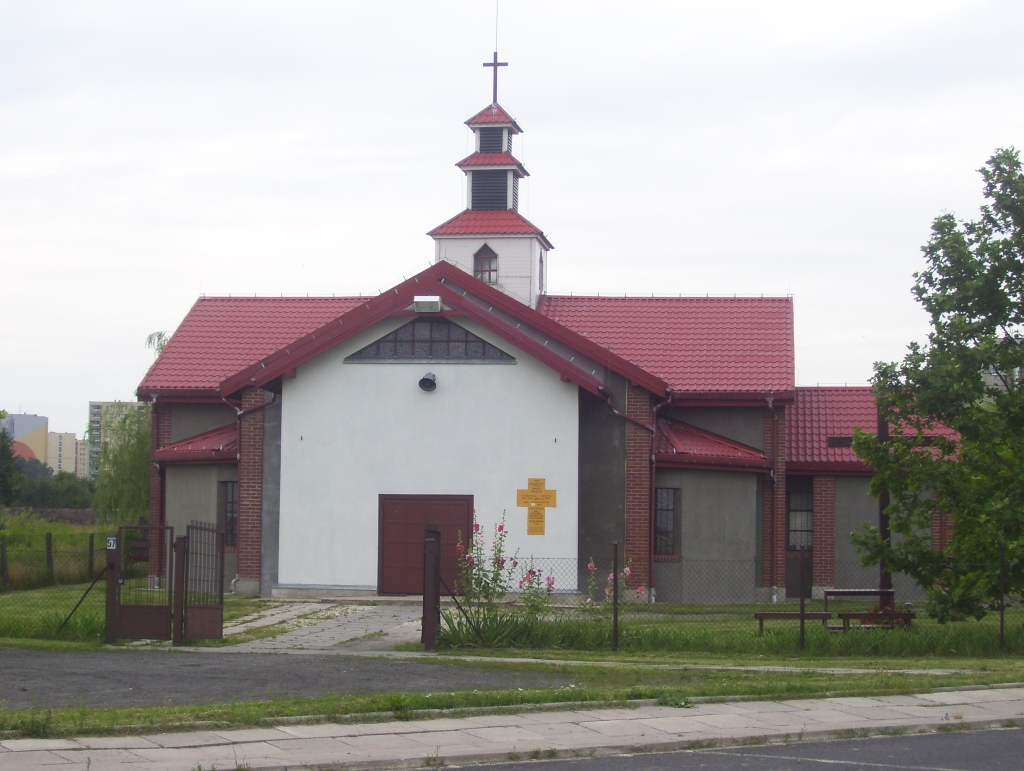
Kościół parafialny parafii Wniebowstąpienia Pańskiego
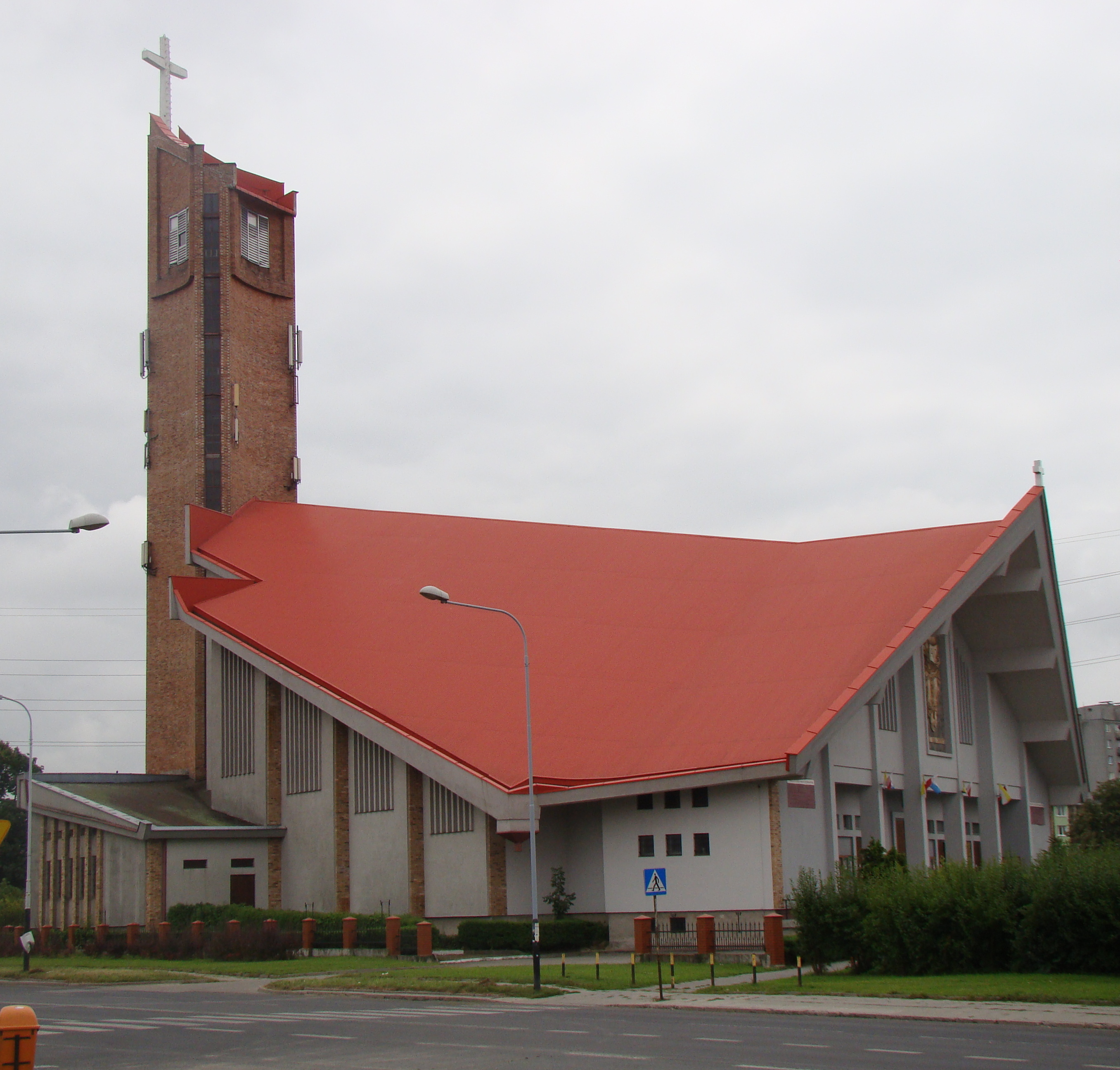
Kościół parafialny parafii Chrystusa Króla
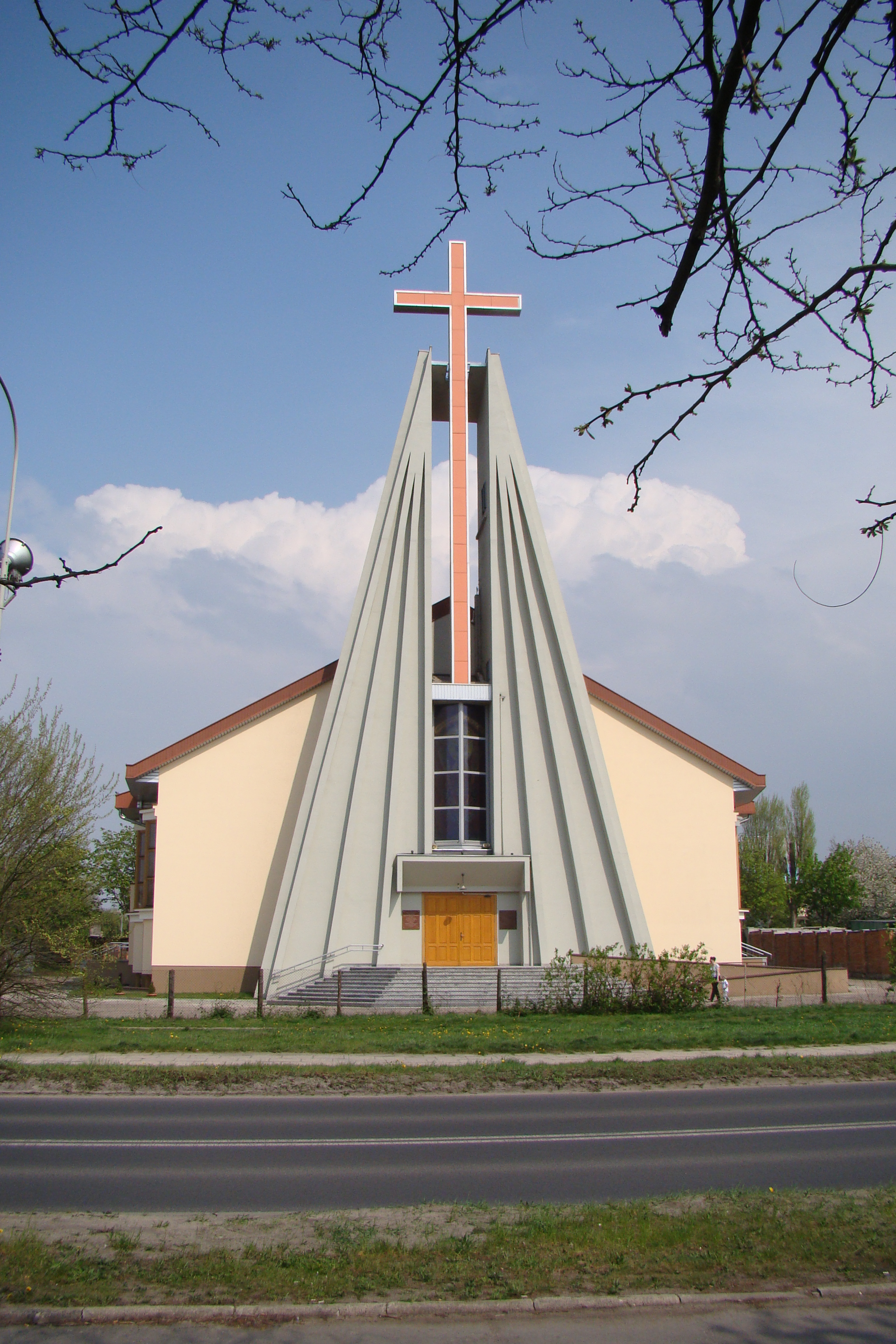
Kościół parafialny parafii Najświętszej Eucharystii
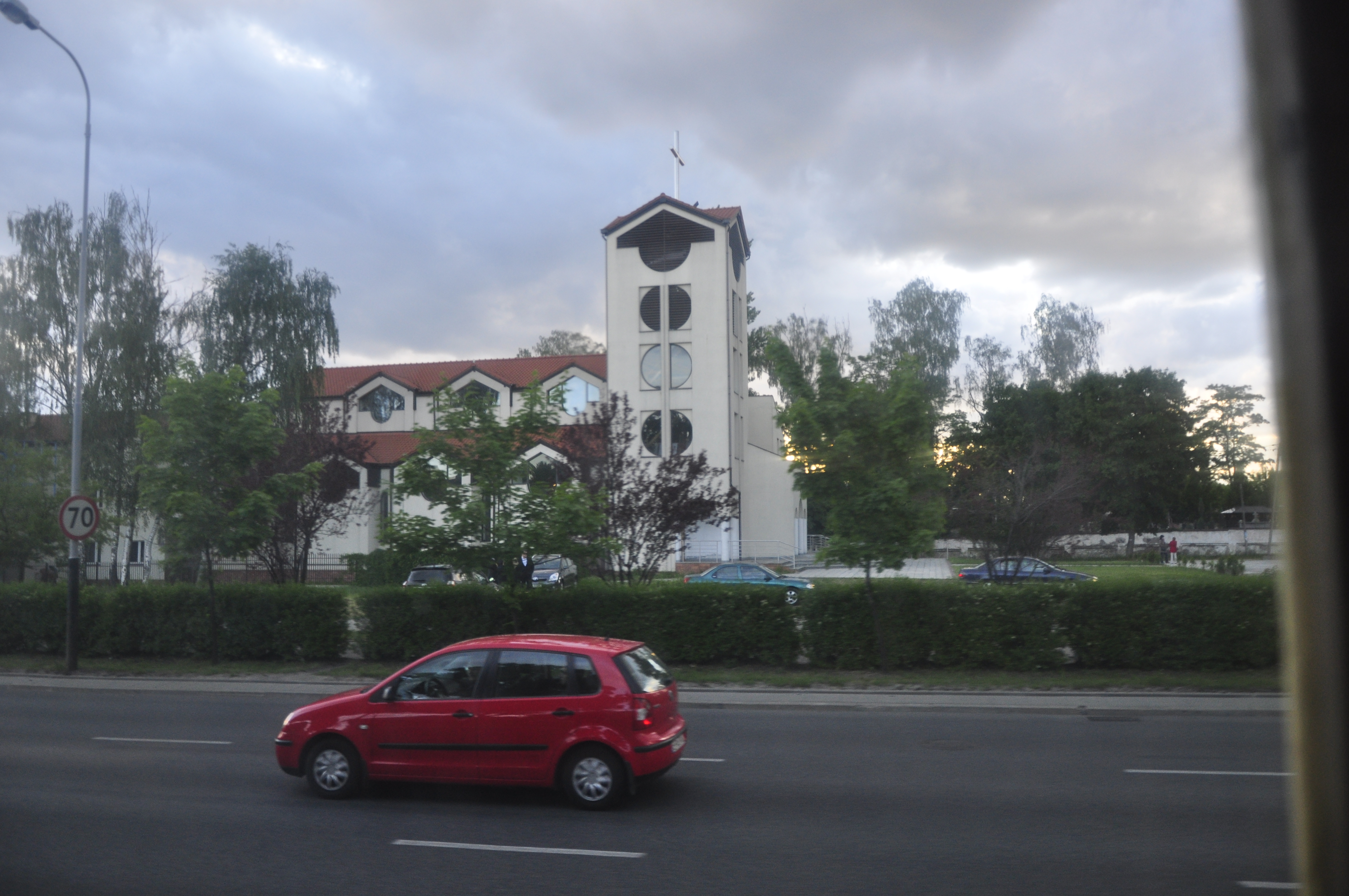
Kościół parafialny parafii Najświętszego Imienia Maryi
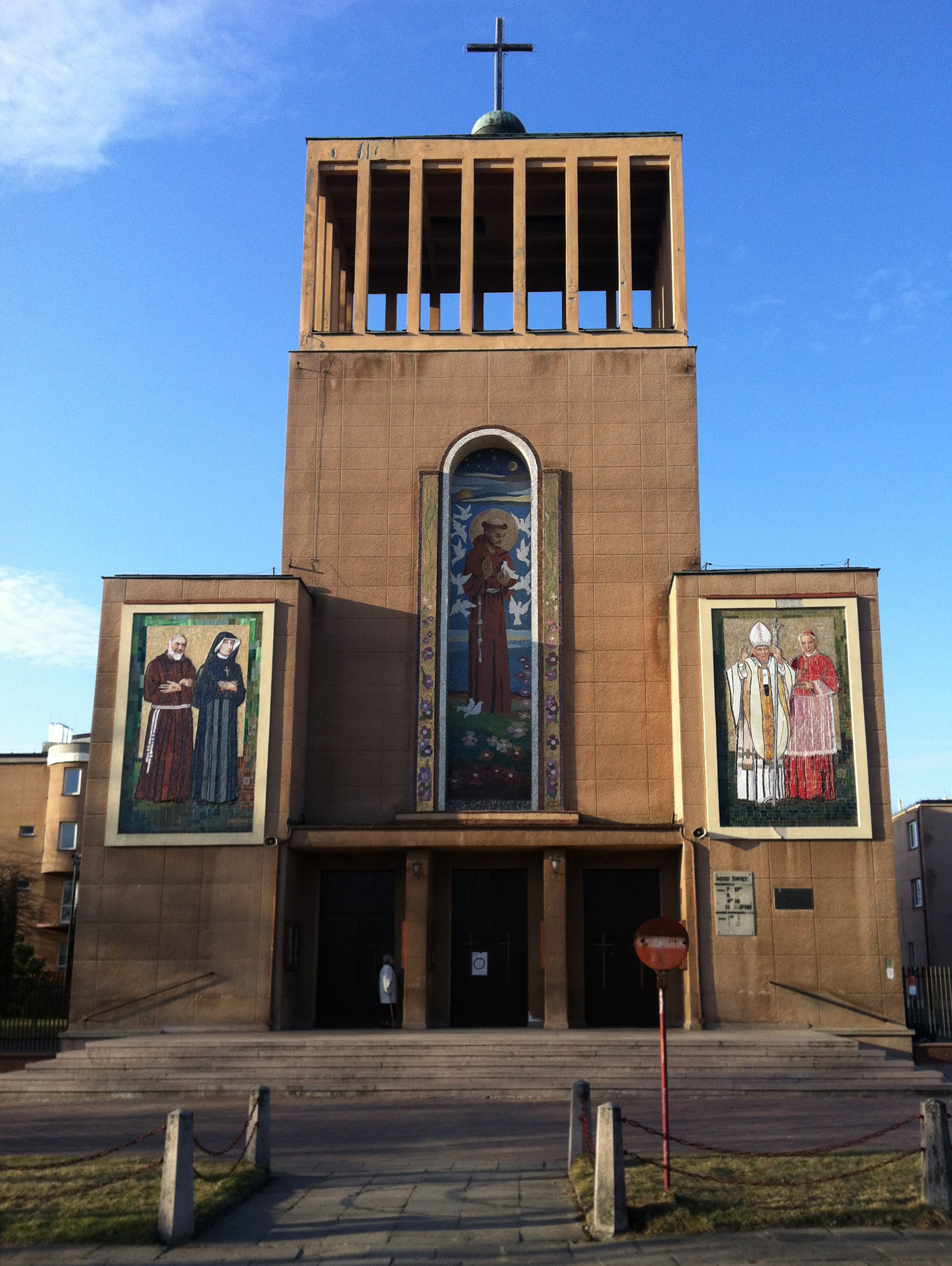
Kościół parafialny parafii św. Franciszka z Asyżu
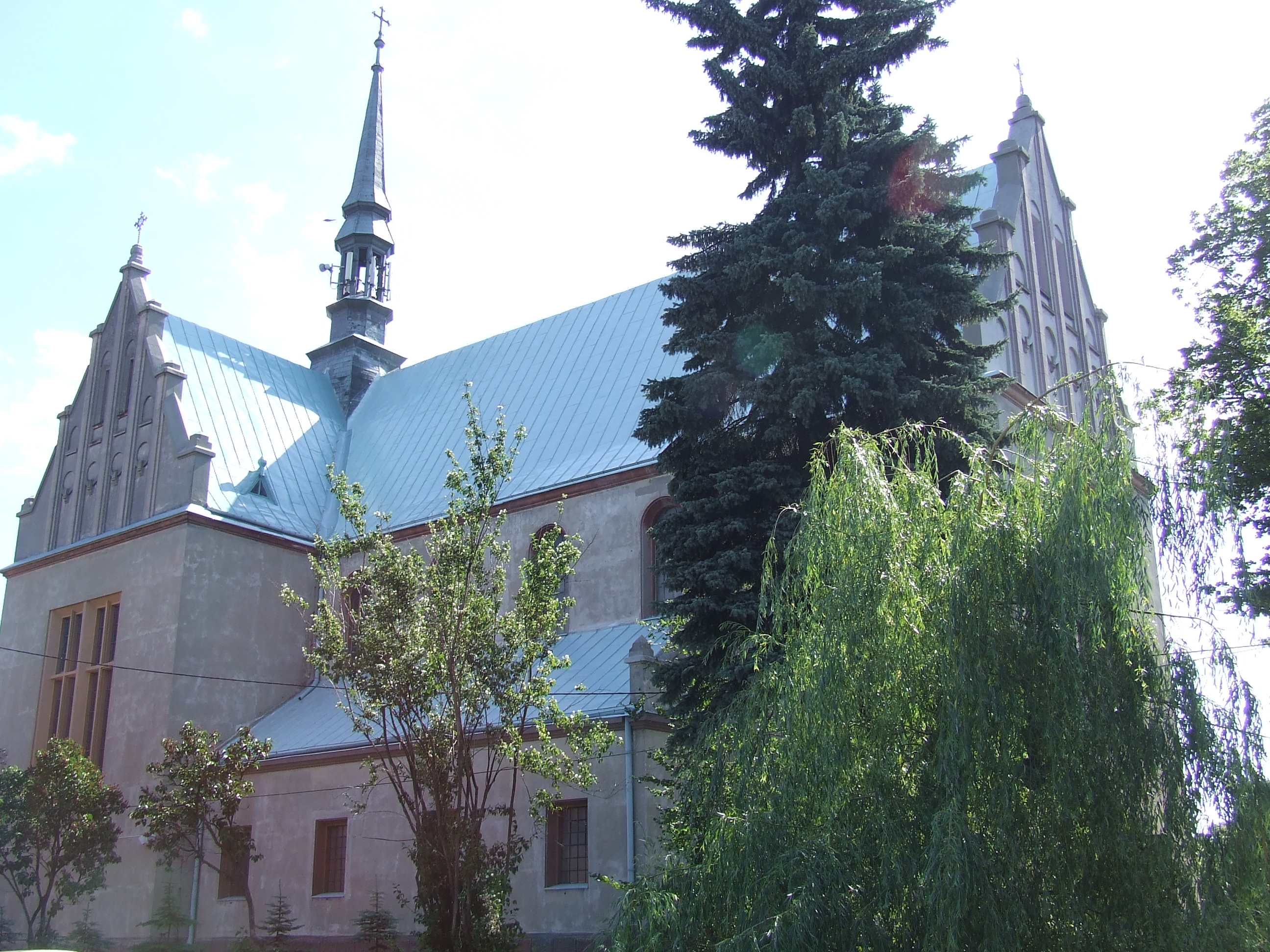
Kościół parafialny parafii św. Józefa
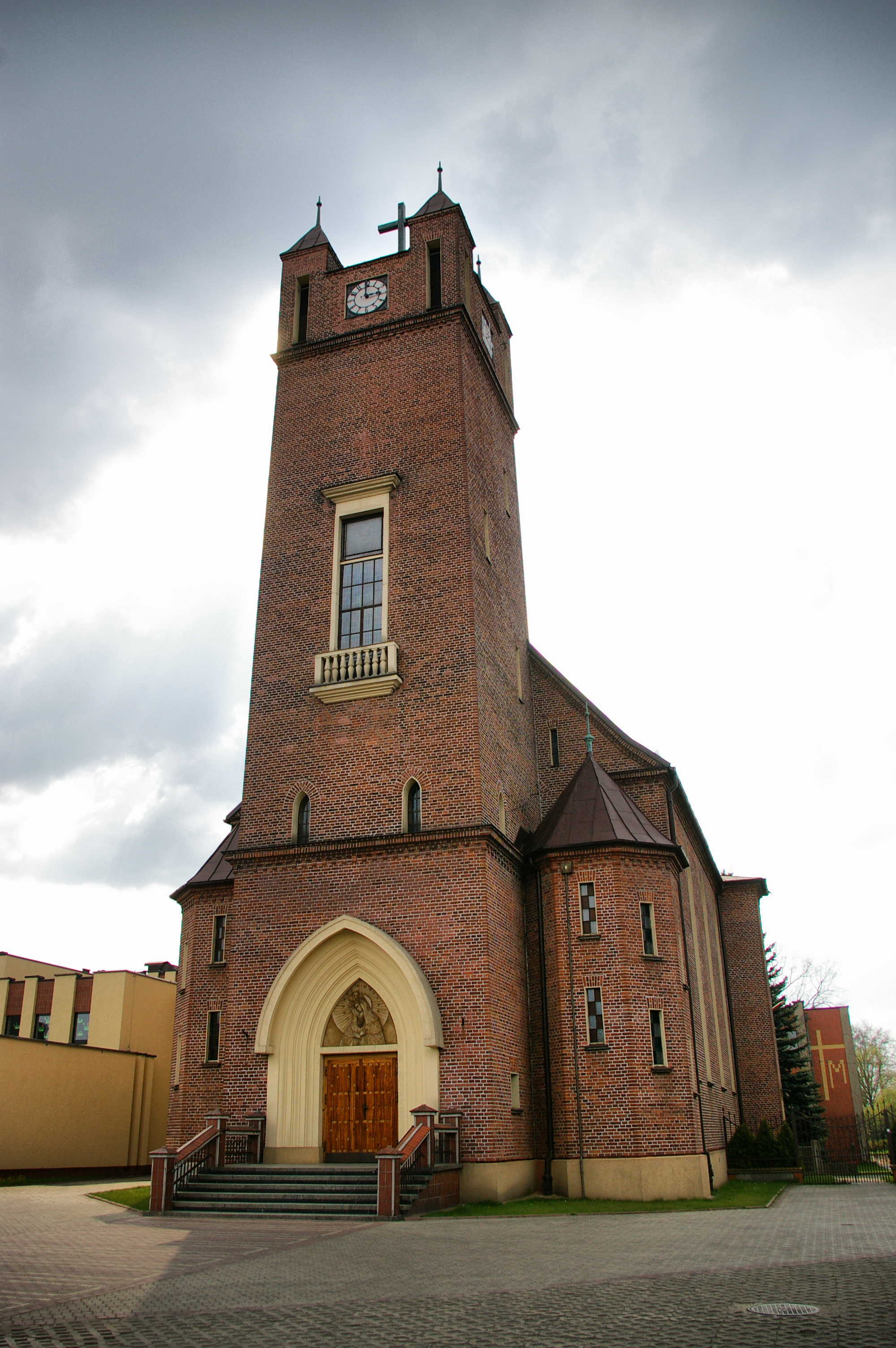
Kościół NMP Ostrobramskiej – Matki Miłosierdzia